# Сильва Гонсалес, Алехандро Даниэль
Алеха́ндро Даниэ́ль Си́льва Гонса́лес (исп. Alejandro Daniel Silva González; 4 сентября 1989, Итусаиндо, департамент Сан-Хосе) — уругвайский футболист, правый латераль клуба «Олимпия», в 2013 году выступал за сборную Уругвая.

## Карьера
Алехандро Сильва дебютировал в профессиональном футболе лишь в возрасте 20 лет. С детства он занимался в спортивной школе клуба «Суд Америка», но на определённом этапе ему пришлось подрабатывать бакалейщиком в продуктовом магазине, также он был кузнецом и работал в сталелитейной компании в своём родном городе.
Однако в 2009 году Сильва подписал контракт с чемпионом Второго дивизиона и «новичком» Примеры столичным «Фениксом». В первые два сезона Алехандро появлялся на поле очень редко: четыре матча в сезоне 2009/10 (дебютировал 23 января 2010 года в игре «Ривер Плейт» — «Феникс», закончившейся победой гостей 1:0), шесть матчей и два забитых гола в сезоне 2010/11.
В следующем сезоне 2011/12 Алехандро Сильва Гонсалес стал практически незаменимым игроком основного состава «Феникса» — он сыграл в 29 матчах Примеры (из 30) и отметился ещё двумя забитыми голами.
15 июля 2012 года Алехандро Сильва перешёл в асунсьонскую «Олимпию».

Я считаю себя многофункциональным игроком, я могу играть на нескольких позициях. Я правша и стремлюсь играть немного вперёд, так я чувствую себя более комфортно. Об «Олимпии» я знаю очень много, это «большая» команда, которая стремится побеждать в крупных турнирах, как в местном чемпионате, так и в Кубке Либертадорес. Мой агент сказал, что есть несколько предложений, но я твёрдо заявил о намерении перейти именно в «Олимпию».— Алехандро Сильва Гонсалес
Помог своей команде дойти до финала Кубка Либертадорес 2013, причём сам Сильва забил один из голов в полуфинальном противостоянии с «Санта-Фе».
В 2014 году Сильва перешёл в аргентинский «Ланус». Вторую половину года он провёл на правах аренды в «Пеньяроле» и постфактум завоевал с командой второе место по итогам чемпионата Уругвая сезона 2014/15. Вторую половину сезона Сильва провёл в «Ланусе», после чего вернулся в «Олимпию». В 2015—2016 годах Сильва вновь выступал за «Олимпию», став одним из лучших игроков сезона. Несмотря на то, что Алехандро действовал на фланге, он в 38 матчах забил 18 голов в чемпионате Парагвая. В августе 2016 года вернулся в «Ланус».
19 марта 2018 года Сильва перешёл в клуб MLS «Монреаль Импакт». В североамериканской лиге он дебютировал 31 марта в матче против «Сиэтл Саундерс», заменив в концовке второго тайма Кена Кролики. Свой первый гол за «Импакт» он забил в ворота «Спортинга Канзас-Сити» 30 июня. 7 января 2019 года «Монреаль Импакт» продал Сильву в «Олимпию» за рекордную для клуба сумму в более чем C$4 млн.
27 марта 2013 года Алехандро Сильва Гонсалес дебютировал в сборной Уругвая. Он вышел на замену Матиасу Агиррегараю во втором тайме квалификационного матча к чемпионату мира 2014 года против Чили, отметился несколькими удачными действиями, в том числе ударом в перекладину ворот чилийцев, однако это не помогло сборной Уругвая, продолжившей неудачные выступления в квалификации и уступившей со счётом 0:2.

## Достижения
- Вице-чемпион Уругвая (1): 2014/15
- Финалист Кубка Либертадорес (1): 2013